# André Schietzold
André Schietzold (* 11. Januar 1987 in Werdau, DDR) ist ein deutscher Eishockeyspieler, der seit Mai 2023 für die Icefighters Leipzig in der Oberliga Nord spielt.

## Karriere
Schietzolds Eishockeykarriere begann im Nachwuchsbereich des ETC Crimmitschau, bevor ab 2002 für Jungadlern Mannheim auflief. Bis 2005 erzielte er für diese in 105 Spielen 61 Tore und 64 Assists und wurde in der Saison 2004/05 mit 40 Treffern Torschützenkönig der Deutschen Nachwuchsliga. In dieser Saison schaffte Schietzold auch den Sprung ins Profiteam der Adler Mannheim, für das er viermal auf dem Eis stand, außerdem kam der Linksschütze in der Baden-Württembergliga für den Mannheimer ERC sowie mit einer Förderlizenz bei den Heilbronner Falken zum Einsatz. In der Saison 2005/06 erzielte er in 45 Spielen 34 Tore für die Falken. André Schietzolds durchlief außerdem verschiedene Jugendnationalmannschaften (in 22 Spielen 7 Tore, 9 Assists).
2007 wechselte Schietzold zum Düsseldorfer DEL-Verein DEG Metro Stars, seine Förderlizenz beim Heilbronner EC blieb vorerst bestehen. Im November 2008 lösten die Düsseldorfer den Vertrag mit dem Angreifer auf, woraufhin dieser dauerhaft zu den Heilbronner Falken wechselte.
Im Januar 2010 kehrte Schietzold zu seinem Heimatverein zurück und war zwischen 2014 und 2019 Mannschaftskapitän der Eispiraten. Nach 14 Jahren in Crimmitschau verließ Schietzold seinen Heimatverein im Mai 2023 und war zu diesem Zeitpunkt mit 669 Spielen Rekordspieler, in denen er 104 Tore erzielte und 260 Tore vorbereitete. Anschließend wechselte er zu den Icefighters Leipzig.

## Karrierestatistik
(Legende zur Spielerstatistik: Sp oder GP = absolvierte Spiele; T oder G = erzielte Tore; V oder A = erzielte Assists; Pkt oder Pts = erzielte Scorerpunkte; SM oder PIM = erhaltene Strafminuten; +/− = Plus/Minus-Bilanz; PP = erzielte Überzahltore; SH = erzielte Unterzahltore; GW = erzielte Siegtore; 1 Play-downs/Relegation; Kursiv: Statistik nicht vollständig)